# Affinerie
Eine Affinerie (auch Scheideanstalt) ist eine Anlage, in der Metalle durch Herauslösen von Verunreinigungen in sehr reiner Form abgeschieden werden. Es handelt sich um ein Trennverfahren für Metalle aus Metalllegierungen, insbesondere Edelmetalle. Die Affination erfolgt häufig auf elektrolytischem Wege oder auf „nassem Wege“ mittels konzentrierter Säuren.
Ein verbreitetes Affinationsverfahren ist die Königswasser-Scheidung. Königswasser ist eine Säuremischung aus Salzsäure und Salpetersäure im Verhältnis 3:1. Darin gehen die meisten Edelmetalle wie Gold, Silber sowie einige Platinmetalle in Lösung und können später einzeln ausgefällt werden. Ein weiteres Verfahren wendet heiße konzentrierte Schwefelsäure an, um Anteile an Kupfer und Silber zu lösen und in Salze umzuwandeln. Eine Herstellung von hochreinen Metallen ist mit Schwefelsäure jedoch nicht möglich. Die Aufgabe einer Affinerie liegt in der Trennung von Edelmetallen und Herstellung von Feinmetallen besonders reiner Qualität. Ziel ist eine Reinheit von 4N = 99,99 % oder besser.

## Begriff
Der Begriff ist im Deutschen seit dem 18. Jahrhundert geläufig und bezieht sich auf einen früheren französischen Begriff, der für eine ältere Technik zur Metallscheidung verwendet wurde. Bekannt ist der Name vor allem durch die Norddeutsche Affinerie, seit April 2009 Aurubis, in Hamburg, einen der größten Kupferproduzenten weltweit. Bei der Gewinnung von reinem Kupfer gehen andere, vormals im Rohkupfer vorhandene Verunreinigungen in Lösung, worunter sich auch Edelmetalle befinden.
Daneben wird der Begriff des Affinierens auch zur Veredelung durch Reife und Pflege von Käse genutzt, siehe Maître fromager affineur.

## Affinage/Affination
Die in einer Affinerie durchgeführte Affinage (‚Läuterung, Reifung‘) oder Affination umfasst in der Metallurgie verschiedene Läuterungsverfahren. Die Affinage wird in elektrolytische (z. B. Gold, Silber oder Kupfer), nasse (z. B. Platin, Palladium, Iridium, Rhodium) und trockene Verfahren (mit Chlor in der Schmelze, z. B. Gold und Silber) eingeteilt.
- Die größte Goldaffinerie steht bei Johannesburg in Südafrika. Insgesamt gibt es weltweit 51 Goldaffinerien.
- Die größte europäische Kupferaffinerie ist die Aurubis (ehemals Norddeutsche Affinerie AG).
- Die größte europäische Goldscheideanstalt ist die AGOSI (zum Umicore-Konzern gehörend).

## Geschichte
Ursprünglich wurde Erz vom Gestein bereits durch das Aufsammeln bzw. Klauben von taubem Material getrennt. Das Auslesen bzw. Scheiden von Hand wird bis heute betrieben. Altmetall wird zunächst auf Sicht in Fraktionen getrennt. 